# マルバハタケムシロ

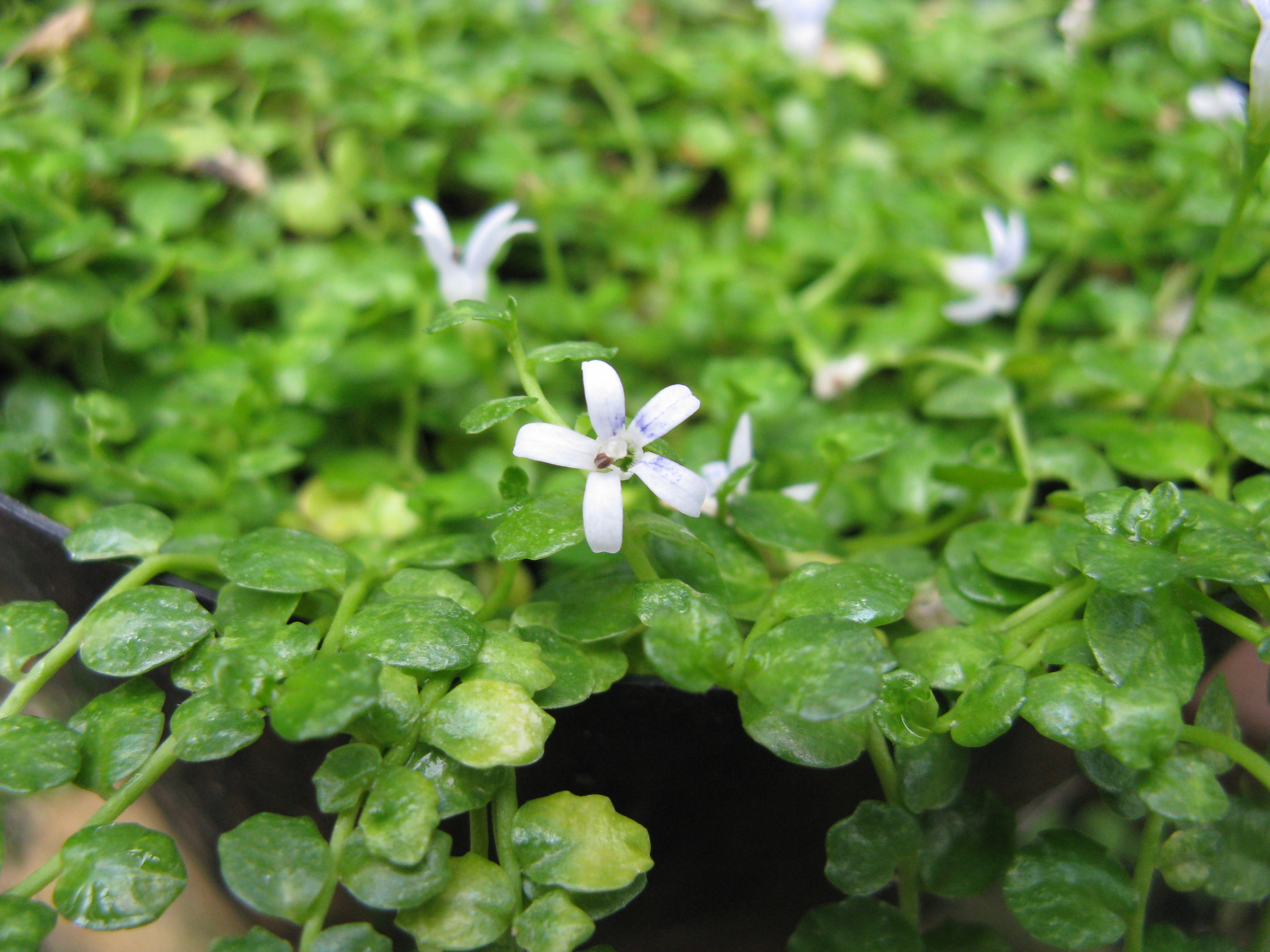
花（大阪府立花の文化園）

マルバハタケムシロ（丸葉畑蓆、学名：Lobelia loochooensis）は、キキョウ科ミゾカクシ属の植物。小形の多年生植物で、琉球諸島の固有種である。絶滅危惧IA類に選定されている。

## 特徴
日本に自生するミゾカクシ属6種のうちの1種である。小形で多年生の草本であり、全体的に無毛の常緑植物である。
枝は四方に広がって張り出し、分枝して地上を這う。葉は互生葉序である。葉の数は多く、円形から倒円形をし、長さ6 mm、幅5 mmほど、やや多肉質で光沢を持つ。葉縁は全縁あるいはやや鋸歯が出る。葉柄は短いが、やや長くなることもある。花柄は上を向くが、結果時には倒伏する。
花は茎の先端に咲き、白色または淡紫色で長さ8 - 9 mmほどである。初夏から秋にかけて開花し、花を維持する。萼は5つに分かれ、裂片は線状楔形で、長さ3 mmほどである。花冠・葯はともに無毛である。種子は卵型で網目模様があり、長さは0.4 mmである。染色体数は2n=14。

### 近縁種との関係
日本の固有種であるが、本種が蒴果を付けるという点を除けば、オセアニアのヒプセラ節の種（Hypsela）の植物とよく似ている。分子系統解析の結果、マルバハタケムシロはオーストラリアの近縁種から分化したと推定されている。同研究では、マルバハタケムシロは台湾やマレーシアのヒプセラ節の種の植物とは直接的な関係はなく、オセアニアの中でもニュージーランドの種よりオーストラリアの種と近縁であることが明らかとなり、隔離分布であることが示された。
サクラダソウやミゾカクシとは小形の多年草であること、種子の外壁が丸く扁平な細胞でできていること、葯の先に大きな突起が2つあるなど、共通点が多い。和名のマルバハタケムシロは、文字通り「丸みを帯びた葉を持つハタケムシロ」という意味であり、ハタケムシロはミゾカクシの別称である。

## 分布と保護
海岸沿いの風衝地、岩場で清水の湧き出る特殊な環境下に生育する。奄美大島、沖縄本島、久米島に分布する固有種であるとされる。ただし沖縄本島（南部）は開発によって絶滅した。久米島でも絶滅したと考えられてきたが、再発見されている。『朝日百科 植物の世界』では奄美大島・久米島だけに分布が知られる、と記載している。学名のloochooensisは「琉球の」という意味である。
日本の環境省が発行する2025年版のレッドデータブックでは、マルバハタケムシロは絶滅危惧IA類（CR）と評価されている。2007年のレッドリスト選定時の調査では、奄美大島の名瀬東部・名瀬西部・古仁屋、久米島のはての浜で生育が確認されている。都道府県レベルでは、鹿児島県と沖縄県が絶滅危惧I類（CR+EN）に指定している。
絶滅危惧IA類 (CR)（環境省レッドリスト）
沖縄県の海洋博覧会記念公園管理財団（現・沖縄美ら島財団）都市緑化植物園は、屋上緑化資材として沖縄の在来種など25種が利用できるかどうかの実験を行い、その1種にマルバハタケムシロが選ばれたが、2003年9月の実験開始から2か月で枯死してしまい、屋上緑化資材には不向きと判定された。